# Sissieretta Jones
Sissieretta Jones (Matilda Sissieretta Joyner; Portsmouth, Virginia, 5 de enero de 1869–Providence, Rhode Island, 24 de junio de 1933) fue una soprano estadounidense.

## Biografía
Estudió en el New England Conservatory of Music y en 1887 realizó su debut en el Boston's Music Hall, seguido por su debut en Nueva York en 1888 en el Steinway Hall. Durante una de sus actuaciones, el mánager de la reconocida diva Adelina Patti quedó impresionado por su talento y la recomendó para una gira por el oeste y el Caribe con los Fisk Jubilee Singers. En 1892, tuvo el honor de actuar en la Casa Blanca para el presidente Harrison, marcando el inicio de una serie de actuaciones para tres presidentes consecutivos: Grover Cleveland, William McKinley y Theodore Roosevelt.[cita requerida]
En junio de 1892, se convirtió en la primera soprano de ascendencia africana en presentarse en Carnegie Hall. Su talento la llevó a actuar en destacados escenarios europeos, incluyendo Covent Garden. También colaboró con el renombrado compositor Antonín Dvořák en el National Conservatory of Music, y realizó giras por ciudades como Berlín, Múnich y Milán. Además, fue una destacada participante en el "Grand African Jubilee" celebrado en el Madison Square Garden en 1892.
Fue conocida como "La Patti negra", en referencia a la renombrada diva Adelina Patti, cuyo legado y estilo inspiraron su propio arte. Su fama la llevó a realizar giras internacionales, abarcando países como Australia, India, Sudamérica y África, donde su voz resonó y cautivó audiencias de diversas culturas y continentes.[cita requerida]
En 1915, decidió retirarse de los escenarios para dedicarse al cuidado de su madre enferma, vendiendo todas sus posesiones para cubrir los gastos médicos. Trágicamente, tras una vida dedicada al arte y al sacrificio por su familia, falleció en la pobreza, sin dejar un centavo a su nombre.[cita requerida]